# Тането (Ређо Емилија)
Тането је насеље у Италији у округу Ређо Емилија, региону Емилија-Ромања.
Према процени из 2011. у насељу је живело 1437 становника. Насеље се налази на надморској висини од 50 м.